# Richard Howard
Richard Howard (Cincinnati, Ohio, 13 de outubro de 1929 – 31 de março de 2022) foi um poeta, crítico literário, ensaista, professor e tradutoramericano. 
Graduado pela Universidade de Columbia, é o editor de poesia da revista The Paris Review e vive actualmente em Nova Iorque.

## Obra

### Poesia
- Quantities (1962)
- Damages (1967)
- Untitled Subjects (1969)
- Findings 1971
- Two-Part Inventions (1974)
- Fellow Feelings ([1976)
- Misgivings (1979)
- Lining Up (1984)
- No Traveller (1989)
- Selected Poems (1991)
- Like Most Revelations (1994)
- Trappings (1999)
- Talking Cures (2002)
- Inner Voices (poemas seleccionados), 2004

### Ensaios Críticos
- Alone With America: Essays on the Art of Poetry in the United States Since 1950 (1969)
- Preferences: 51 American Poets Choose Poems From Their Own Work and From the Past (1974)
- Travel Writing of Henry James (ensaio) (1994)
- Paper Trail: Selected Prose 1965-2003 (2004)

### Principais Traduções (do Francês para o Inglês)
- Les Fleurs du Mal por Charles Baudelaire
- Camera Lucida, S/Z e muitos outros trabalhos por Roland Barthes
- Simone de Beauvoir
- Nadja por André Breton
- Emile Cioran
- Michel Foucault
- Charles de Gaulle
- André Gide
- Jean Giraudoux
- Alain Robbe-Grillet
- Claude Simon
- The Charterhouse at Parma por Stendhal